# Апсиди

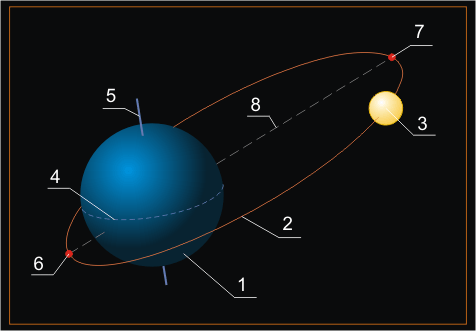
1 Земля, 2 орбіта супутника, 3 супутник Землі, 4 лінія земного екватора, 5 вісь обертання Землі, 6 перигей, 7 апогей, 8 лінія апсид

Апси́ди (грец. ἁψίς, дос. «дуга, петля, склепіння») — найближча та найвіддаленіша точки орбіти небесного тіла під час його руху навколо іншого тіла. Відповідні точки орбіти в загальному випадку називають перицентром та апоцентром. Лінія апсид — лінія, що сполучує перицентр і апоцентр. Для еліптичної орбіти лінія апсид збігається з великою віссю еліпса.
Окремі орбіти мають конкретні назви для таких точок:
- На навколоземних орбітах Місяця й штучних супутників Землі найближчу до Землі точку називають перигеєм, а найвіддаленішу відповідно апогеєм.

- На орбітах навколо Сонця найближчу до нього точку називають перигеліем, а найвіддаленішу — афелієм.

- На орбітах навколо планет та їх супутників:
  - навколо Місяця — периселеній та апоселеній;
  - навколо Марса — періарій та апоарій;
  - навколо Юпітера — перийовій та апойовій;
- На орбітах подвійних зір відповідні точки називають періастром та апоастром.
- На галактичних орбітах зір найближчу до центру галактики точку називають перигалактіоном, а найвіддаленішу — апогалактіоном[3].